# Marcipa acutangula
Marcipa acutangula là một loài bướm đêm trong họ Erebidae.